# Le Val-Saint-Germain
Le Val-Saint-Germain é uma comuna francesa na região administrativa da Ilha de França, no departamento de Essonne. Estende-se por uma área de 12.57 km². Em 2010 a comuna tinha 1 524 habitantes (densidade: 121,2 hab./km²).